# Dryinidae

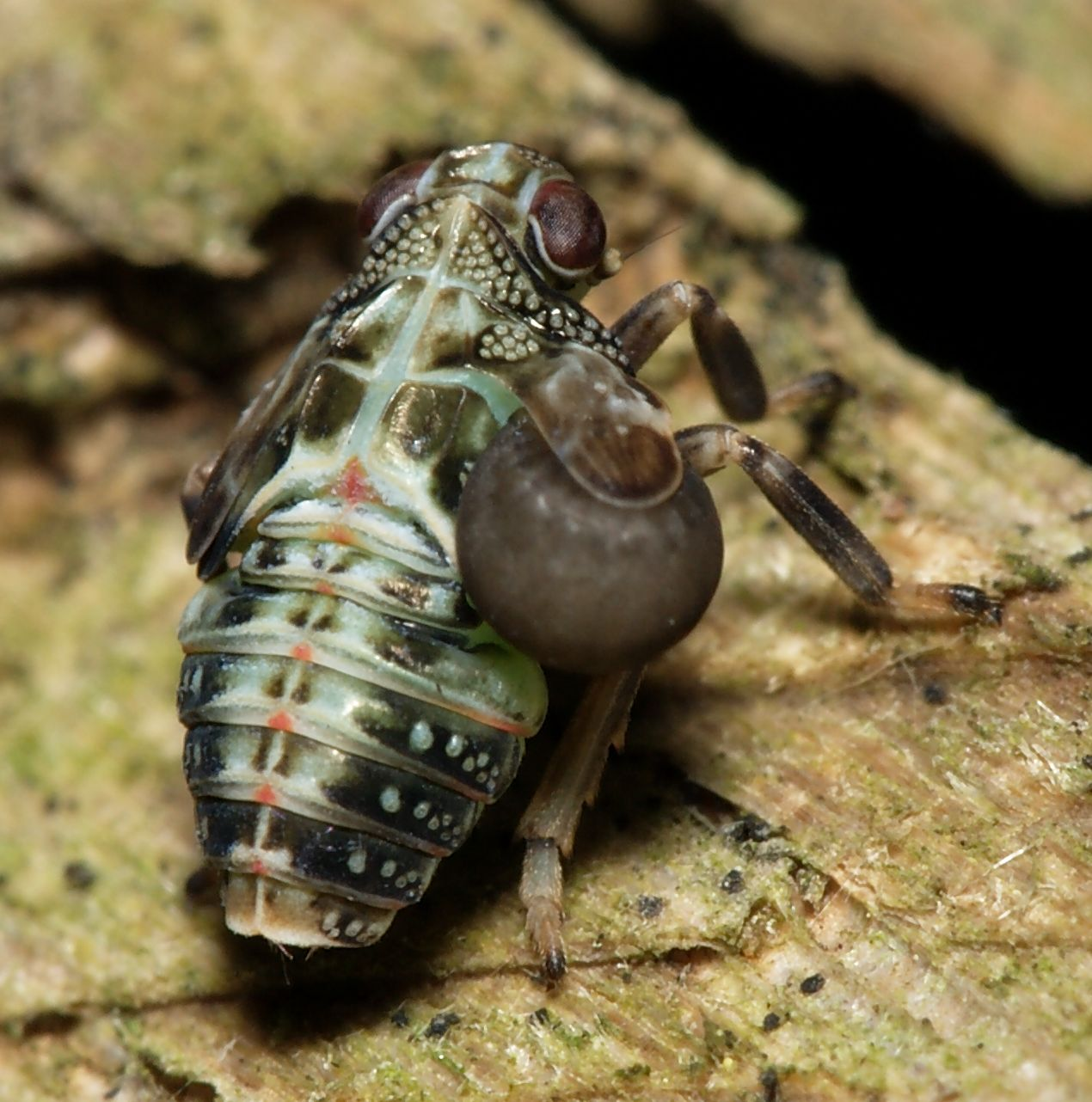
Ninfa de Issus coleoptratus con larva dryinida parasitoide

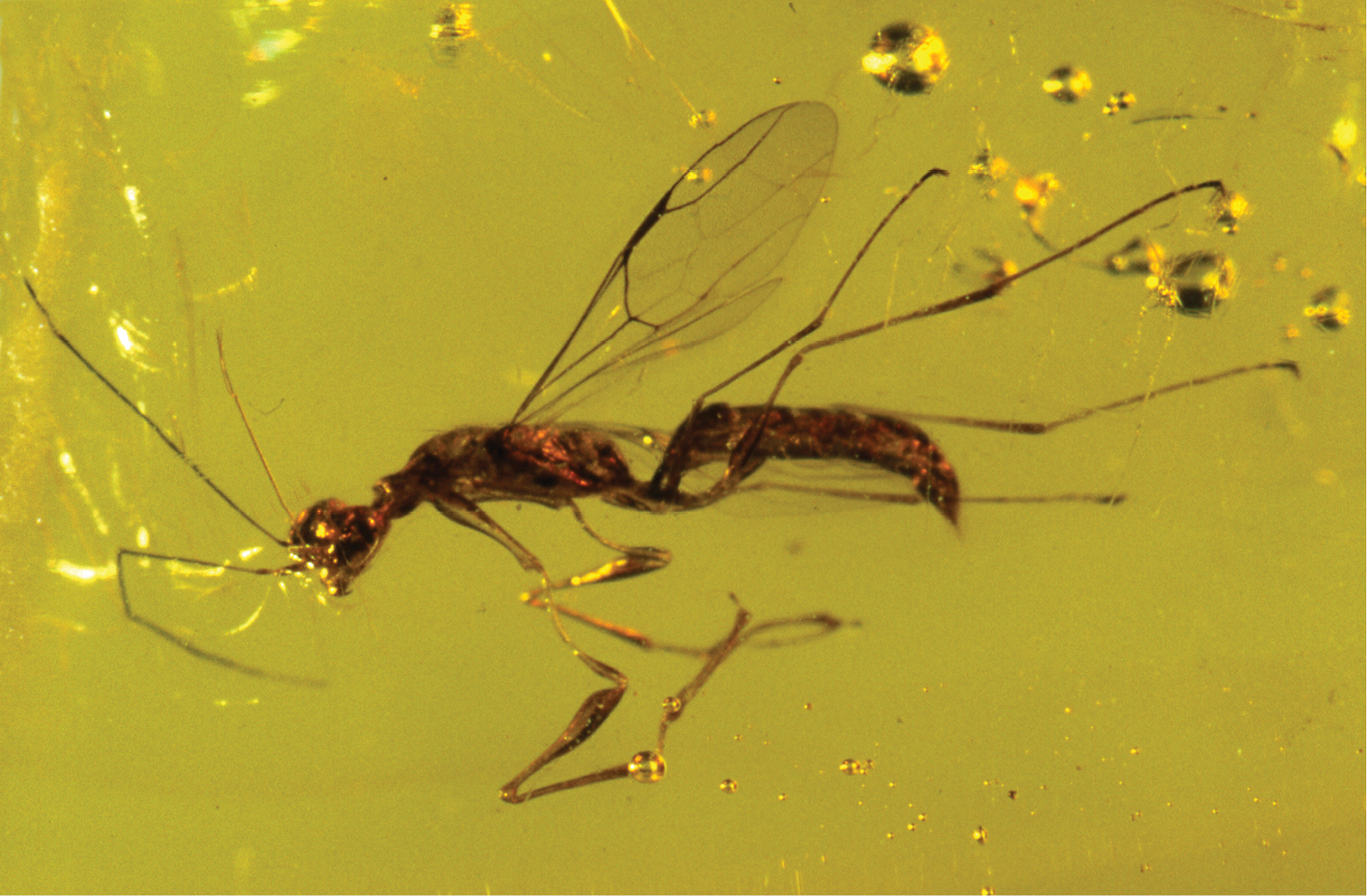
Dryinus grimaldii en ámbar del Mioceno

Dryinidae es una familia de insectos himenópteros con cerca de 1.400 especies descritas que se encuentran en todo el mundo. Son avispas solitarias cuyas larvas son parasitoides de las ninfas y adultos del suborden Auchenorrhyncha (especialmente  Cicadellidae, Delphacidae y Flatidae).
Los adultos de estos insectos son generalmente bastante pequeños, de una longitud máxima de 10 mm. Los machos suelen tener alas pero a menudo las hembras carecen de ellas y se asemejan a las hormigas. El ovipositor suele estar retraído y no ser visible.
La hembra inyecta el huevo en el hospedero mediante el fuerte ovipositor y la larva pasa sus primeros estadios en el interior del hospedero, pero cuando crece, comienza a sobresalir del abdomen de acogida y desarrolla un saco endurecido para proteger su cuerpo vulnerable sin dejar de alimentarse del hospedero, el cual invariablemente muere al final y la larva forma un capullo para empupar.

## Subfamilias
Anteoninae

Aphelopinae

Apodryininae

Bocchinae

Conganteoninae

Dryininae

Gonatopodinae

Plesiodryininae

Transdryininae